# Peter L. Berger
Peter Ludwig Berger (Viena, Áustria, 17 de março de 1929 – Brookline, Massachusetts, Estados Unidos, 27 de junho de 2017) foi um sociólogo e teólogo luterano austro-americano, conhecido por sua obra "A Construção Social da Realidade" publicada em co-autoria com Thomas Luckmann.

## Biografia
Nasceu em Viena em 1929. Emigrou para os Estados Unidos aos 17 anos. Estudou no Wagner College e sociologia na New School for Social Research de Nova York, onde se doutorou. Sua atividade docente se desenvolveu nas Universidades da Geórgia e a Carolina do Norte, para voltar à New School for Social Research de Nova York, como professor de sociologia. Posteriormente, ensinou sociologia e teologia na Escola de Teologia da Universidade de Boston, de cujo Institute for the Study of Economic Culture foi diretor. Junto com Thomas Luckman teoriza a cerca da realidade como construção social (The Social Construction of Reality). A Treatise in the Sociology of Knowledge, 1967). Sua maior dedicação científica, no entanto, aparece no campo da sociologia da religião, que lhe define como um teólogo laico, condição que impregna sua obra, na qual além disso aparecem relevantes textos no campo da teoria sociológica e a sociologia política, a globalização e o desenvolvimento, etc. É doutor honoris causa da Loyola University, do Wagner College, da University of Notre Dame e das europeias de Genebra e Munique. Foi premiado pelo governo austríaco com  Mannes Sperber Prize pela sua contribuição ao estudo da cultura.

## Seleção de obras
- The Noise of Solemn Assemblies (1961)
- Invitation to Sociology: A Humanistic Perspective (1963).
- A construção social da realidade: Tratado de sociologia do conhecimento (1966) com Thomas Luckmann.
- The Sacred Canopy: Elements of a Sociological Theory of Religion (1967).
- A Rumor of Angels: Modern Society and the Rediscovery of the Supernatural (1969).
- The Homeless Mind: Modernization and Consciousness (1973) com Brigitte Berger e Hansfried Kellner.
- Many Globalizations: Cultural Diversity in the Contemporary World (1974) com Samuel P. Huntington.
- Pyramids of Sacrifice: Political Ethics and Social Change (1974).
- Other Side of God (1981)
- The Capitalist Spirit: Toward a Religious Ethic of Wealth Creation (1991).
- Redeeming Laughter: The Comic Dimension of Human Experience (1997)
- The Desecularization of the World: Resurgent Religion and World Politics (1999).
- A Far Glory: The Quest for Faith in an Age of Credibility (1992)
- Heretical Imperative: Contemporary Possibilities of Religious Affirmation
- The Limits of Social Cohesion: Conflict and Mediation in Pluralist Societies: A Report of the Bertelsmann Foundation to the Club of Rome
- Peter Berger and the Study of Religion (2001)
- Questions of Faith: A Skeptical Affirmation of Christianity (2003).